# Brian Jones
Lewis Brian Hopkin Jones, noto semplicemente come Brian Jones (Cheltenham, 28 febbraio 1942 – Cotchford Farm, 3 luglio 1969), è stato un polistrumentista britannico, fondatore dei Rolling Stones.

## Biografia

### Infanzia e adolescenza (1942-1960)
Lewis Brian Hopkin Jones nacque nella Park Nursing Home a Cheltenham, Gloucestershire, durante la Seconda guerra mondiale. I suoi genitori, Lewis Blount e Louisa Beatrice Jones, discendevano da famiglie originarie del vicino Galles e facevano parte della classe borghese della città. Brian ebbe due sorelle: Pamela, nata il 3 ottobre 1943 e morta il 14 ottobre 1945 di leucemia, e Barbara, che nacque nel 1946. Brian soffrì di asma per tutta la vita.
I suoi genitori erano entrambi appassionati di musica. Sembra che il loro interesse abbia avuto una grande influenza sul giovane. In aggiunta al lavoro di ingegnere aeronautico, il padre di Brian suonava l'organo e il pianoforte, e faceva parte del coro della chiesa della città; la madre era un'insegnante di pianoforte e iniziò a insegnare la tecnica dello strumento al figlio fin da giovanissimo. Successivamente Brian si dimostrò al di sopra delle competenze della madre, richiedendo lezioni più avanzate visti i suoi rapidi progressi; imparò presto a leggere la musica, imparò a suonare il clarinetto divenendo primo clarinettista nell'orchestra della sua scuola a 14 anni.
Nel 1957 conobbe la musica jazz di Charlie Parker e ciò segnò l'inizio di un interesse verso il jazz. Chiese ai suoi genitori di acquistargli un sassofono ma, così come per molti strumenti che avrebbe imparato a suonare, inizialmente si esercitava senza sosta fino a sviluppare un senso di noia per lo strumento stesso che lo spingeva a cercarne uno di nuovo. Due anni dopo i suoi genitori gli regalarono la prima chitarra folk per il suo diciassettesimo compleanno.
Frequentò le scuole locali, inclusa la Dean Close School, dal 1949 al 1953 e la Pate's Grammar School, Jones si rivelò un ottimo studente anche se l'ostilità nei confronti delle autorità gli procurò la sospensione dalla scuola in due occasioni. Dick Hattrell, un amico d'infanzia di Brian, disse che "Era un ribelle senza un motivo particolare, ma quando si presentavano gli esami risultava sempre brillante". Nel 1957 Jones ottenne 9 agli esami della scuola ordinaria superiore.
All'età di 17 anni mise incinta la sua fidanzata, una studentessa di Cheltenham di 16 anni di nome Valerie Corbett. Brian cercò di convincerla ad abortire ma ella ruppe ogni contatto e decise di proseguire la gravidanza. Il bambino fu chiamato Simon e venne dato in affidamento poco dopo la nascita. Brian abbandonò la scuola e se ne andò di casa, viaggiando nel nord Europa, inclusa la Scandinavia durante l'estate. Durante questo periodo Jones visse da bohèmien, suonando per le strade e alloggiando in posti di fortuna. Simon non conobbe mai il suo padre naturale.
Dopo il suo ritorno, si interessò a diversi generi musicali; fu affascinato dalla musica classica già in giovane età e amava il blues (in particolare di musicisti come Muddy Waters e Robert Johnson); si interessò anche al country, al jazz e al rock and roll. Iniziò a suonare nei vari blues e jazz club, affiancando queste occupazioni con svariati lavori e spendendo i soldi guadagnati per l'acquisto di altri strumenti musicali.
Nell'ottobre 1961 nacque un terzo figlio - il secondo era nato nel 1960, frutto di una avventura notturna con una donna sposata - che Jones chiamò Julian Mark Andrews (la madre era l'allora fidanzata di Jones, Pat Andrews).

### I Rolling Stones (1962-1969)

#### Origini della band

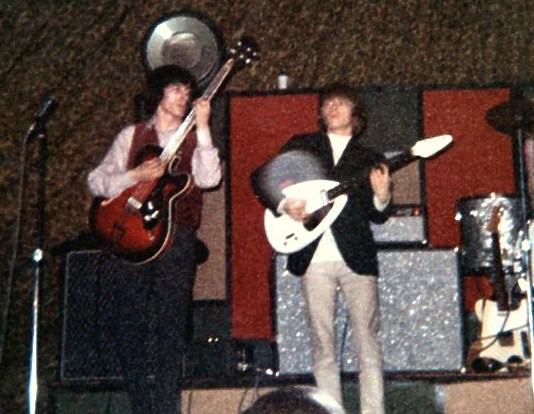
Bill Wyman e Brian Jones sul palco nel 1965.

Alla fine Jones lasciò definitivamente Cheltenham e si spostò a Londra, dove incontrò e divenne amico di musicisti come Alexis Korner, il futuro cantante dei Manfred Mann, Paul Jones, il futuro bassista dei Cream Jack Bruce, e altri che crearono e alimentarono la scena Rhythm and blues londinese. Divenne un ottimo musicista blues e per un po' di tempo si fece chiamare col soprannome di Elmo Lewis; Bill Wyman ha affermato che Jones fu uno dei primi chitarristi nel Regno Unito a usare la slide guitar.

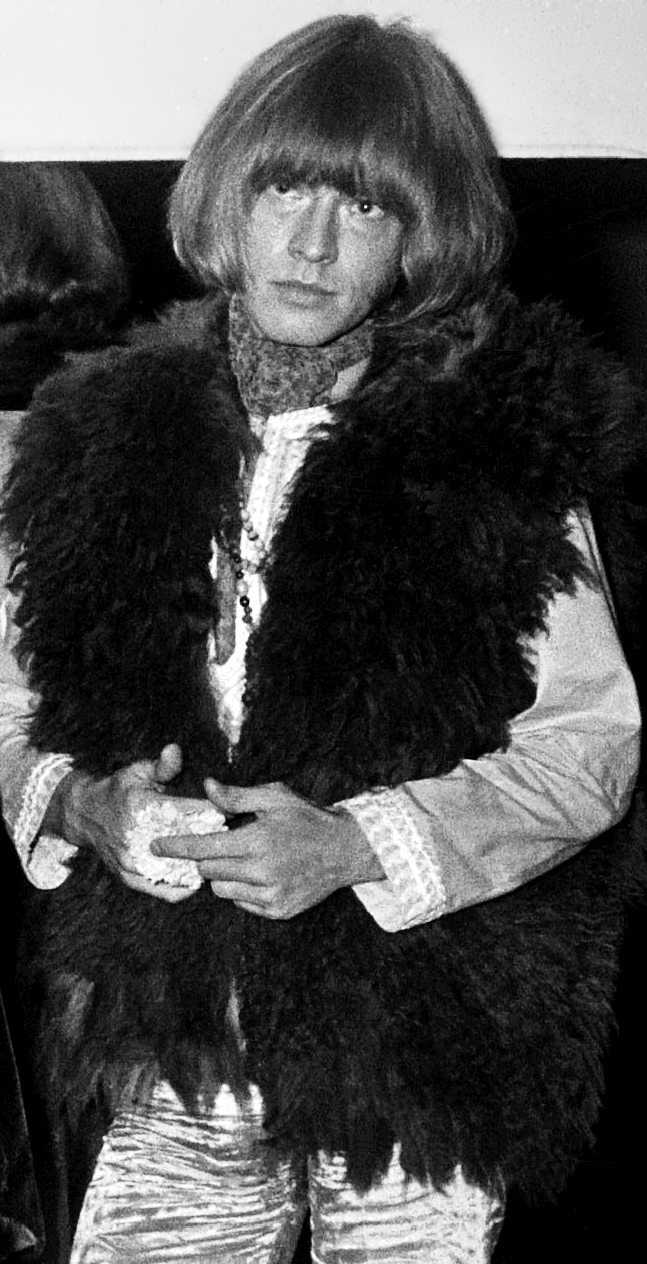
Brian Jones nel 1967.

Nella primavera del 1962, Jones reclutò Ian Stewart e il cantante Mick Jagger nella sua band che, con l'amico d'infanzia di Jagger, Keith Richards, incontrarono Brian mentre con Paul Jones stava suonando un brano di Elmore James, Dust My Broom con la band di Alexis Korner all'"Ealing Jazz Club". Jagger introdusse Richards all'interno del gruppo in prova, ma presto ne divenne un membro a tutti gli effetti. L'accettazione di Jones e di Stewart per Richards e per lo stile alla Chuck Berry che questi proponeva coincise con l'allontanamento dal gruppo dei puristi del blues Geoff Bradford e Brian Knight che non tolleravano Chuck Berry. Fu Richards ad ammettere che fu Jones a trovare il nome "The Rollin' Stones" (in seguito con l'aggiunta della 'g') mentre questi era al telefono con il direttore di un locale.
Gli Stones fecero il loro primo spettacolo il 12 luglio 1962 al Marquee Club a Londra con la seguente formazione: Jagger, Richards, Jones, Stewart, al basso Dick Taylor e il batterista Tony Chapman.
Tra il 1962 e il 1963 Jones, Jagger e Richards affittarono un appartamento (ricordato da Richards come "una bellissima discarica") a Chelsea, Londra al numero 102 di Edith Grove con James Phelge, un futuro fotografo il cui nome sarebbe apparso in diversi crediti dei Rolling Stones. Qui Jones e Richards passavano il tempo suonando la chitarra e ascoltando dischi blues e Jones insegnò a Jagger come suonare correttamente l'armonica a bocca.
Dopo molte audizioni venne aggiunto Bill Wyman al basso (principalmente perché possedeva sigarette e due amplificatori VOX AC30 per chitarra); dopo aver suonato con Mick Avory, Tony Chapman e Carlo Little per un po' di date, presero un batterista dalle influenze jazz, Charlie Watts, considerato dai musicisti del tempo uno tra i migliori batteristi della scena londinese, dalla band di Alexis Korner, i Blues Inc..
Il gruppo suonò nei locali blues e nei jazz club di Londra creandosi un crescente seguito. Mentre Jagger era il cantante solista, il ruolo di Brian nella fase era quello di promuovere la band, trovare gli ingaggi e negoziare con i proprietari dei locali. Jones si dimostrava spesso un intrattenitore del pubblico in questo primo periodo, suonando diversi strumenti quali la chitarra ritmica, la slide guitar, l'armonica a bocca e a volte cantando.
Watts descrive il ruolo di Brian agli inizi della band "Brian era molto rigido sul promuovere la band agli inizi. Keith e io pensavamo fosse svampito. Per lui era una crociata: a) farci suonare su un palco in un locale e farci pagare mezza corona, b) essere riconosciuti come una band Rhythm and blues."
Durante le performance dal vivo in questo periodo, e in particolare al Crawdaddy Club a Richmond upon Thames, era spesso più animatore e scatenato di Jagger. Mick inizialmente tendeva a essere statico mentre cantava - anche per motivi di necessità, visto che lo spazio a sua disposizione non gli avrebbe permesso di muoversi nemmeno volendo.
Nel periodo in cui svolgeva il ruolo di manager, Jones si riservò sempre 5 sterline in più degli altri membri del gruppo nella paga ricevuta ai concerti, situazione che non venne mai vista di buon occhio dagli altri componenti degli Stones e che creò tensioni.

#### Il successo mondiale

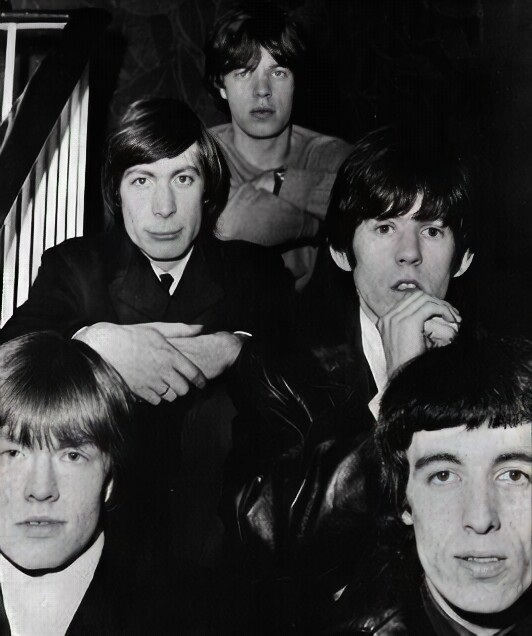
I Rolling Stones nel 1965

Con la crescita della fama degli Stones, ci fu l'incontro della band con Andrew Loog Oldham, avvenuto nell'aprile del 1963 sotto suggerimento del compositore della Record Mirror, Peter Jones, e presto divenne insieme a Eric Eastman il loro co-manager. Oldham, che aveva lavorato in passato come pubblicitario per i Beatles, era un amante del romanzo di Anthony Burgess Arancia meccanica, così come del film Expresso Bongo, e coltivò un'immagine per la band decisamente più accattivante e spregiudicata che quella dei più intellettuali Beatles, usando il protagonista del romanzo e la sua gang come ispirazione.
(A. L. Oldham)
Il pianista Ian Stewart fu escluso dalla scena da Oldham per due ragioni: Oldham sentiva che Stewart, scozzese corpulento, non si addiceva all'immagine che intendeva dare al gruppo; e riteneva che sei membri fossero difficilmente memorizzabili. Stewart rimase legato alla band diventando responsabile dei loro spostamenti, pur rimanendo il loro tastierista principale fino alla morte, nel 1985.
L'arrivo di Oldham segnò anche l'inizio dell'allontanamento e estraneazione di Brian nei confronti della band, dovuto al progressivo cambio di ruoli (cercato e voluto da Oldham) che spostava il centro del gruppo da Jones a Jagger e Richards.
Fino a questo punto i brani che componevano il repertorio del gruppo erano cover blues o brani strumentali con l'indicazione che erano composizione di tutti i membri del gruppo. Oldham e gli Stones si resero conto dei vantaggi finanziari dello scriversi le canzoni alla Lennon-McCartney, così come la consapevolezza che una cover-band non sarebbe rimasta a lungo sulla scena. Di conseguenza Oldham riuscì a far diminuire il repertorio di cover blues, e a far emergere le canzoni di Jagger e Richards, riuscendo così a incrementare il proprio controllo manageriale ed estromettendo Brian da un altro ruolo chiave.
Il 23 luglio 1964 Jones vide la nascita del suo quarto figlio fuori dal matrimonio, questa volta con la sua fidanzata Linda Lawrence. Jones lo chiamò Julian Brian Lawrence (Julian adottò il cognome Leitch dopo che la Lawrence sposò il cantante folk Donovan il 2 ottobre 1970). Jones disse che chiamò tutti e due i suoi figli Julian in onore del sassofonista Julian Cannonball Adderley.
Jones dimostrò la propria grande attitudine musicale arrivando a suonare un notevole numero di strumenti, grazie anche all'"allenamento" col pianoforte e col clarinetto avuto da giovane. Appena i Rolling Stones ebbero i soldi per permettersi studi di registrazione professionali come gli Olympic Studios, gli RCA e i Sunset Sound Recorders a Los Angeles, Jones iniziò a sperimentare nuovi strumenti a corda e a fiato, uno dopo l'altro.

#### L'evoluzione musicale
Nel periodo di tempo con la band, Brian suonò strumenti a corda (chitarra, sitar, tambura, dulcimer), tastiere (pianoforte, organo, mellotron), strumenti a fiato (flauto dolce, clarinetto, sassofono, armonica a bocca) e molti altri strumenti come lo xilofono e la marimba. La chitarra principale di Brian era una Gretsch Double Anniversary verde, ma Jones è conosciuto principalmente per la sua serie signature con forma a goccia Vox Phantom Mark III. Negli ultimi anni usò diversi modelli Gibson (diverse Firebird, ES-330, e Les Paul), e anche una Rickenbacker a 12 corde creata da George Harrison.
Brian contribuì significativamente al sound degli Stones negli anni sessanta, suonando la slide guitar in brani come I Wanna Be Your Man, Little Red Rooster, No Expectations, la tambura e il sitar in Street Fighting Man, la marimba e lo xilofono in Under My Thumb, il flauto dolce in Ruby Tuesday, la tromba e il trombone in Something Happened To Me Yesterday, il dulcimer in Lady Jane e I Am Waiting, la fisarmonica in Backstreet Girl, il mellotron in 2000 Light Years from Home e We Love You, il sassofono in Citadel, l'Autoharp in You Got the Silver, e il sitar in Paint It, Black prendendo spunto dall'uso che ne fece George Harrison nel 1965. Jones suonò inoltre l'armonica a bocca in molti brani dei Rolling Stones negli anni sessanta.
Nei primi anni degli Stones, Jones fu anche un corista per il gruppo, in particolare nel periodo 1962-1964. Ne sono esempio I Wanna Be Your Man e Walking the Dog. La voce rauca di Brian può essere sentita anche in Come On, 'Bye Bye Johnny, Money e Empty Heart (insieme a Jagger e Richards).
Jones e Keith Richards eccelsero in quella che è chiamata la "tessitura di chitarre" (guitar weaving), successivamente definita "l'antica forma di tessitura" (Ancient Form of Weaving), che è diventato uno dei segni peculiari del sound dei Rolling Stones in tutta la loro carriera. Questa tecnica prevede che i due chitarristi suonino la parte di chitarra ritmica e quella solistica nello stesso momento, senza differenziare particolarmente lo stile di una o dell'altra. Questo stile è conosciuto anche come lo "stile di Chicago" (Chicago style), e può essere ascoltato in registrazioni di Jimmy Reed, Muddy Waters, Howlin' Wolf, e trova in Hubert Sumlin il suo maggiore esponente.
Keith Richards sostiene che quello che lui e Jones chiamarono "guitar weaving" emerse in questo periodo, dall'ascolto degli album di Jimmy Reed:
(K. Richards)
Jones e Richards perfezionarono ciò che ascoltarono sugli album di Chicago blues degli anni cinquanta. I migliori esempi si possono sentire sul primo album The Rolling Stones e Out of Our Heads. Iniziando dall'album del 1966 Aftermath, quello del 1967 Between the Buttons e Their Satanic Majesties Request la capacità multistrumentale di Brian emerse completamente. La sua influenza nelle sessioni degli Stones si fece però via via sempre più marginale, diventa più un rifinitore che un vero componente del gruppo. Tale cambiamento lo si può notare già nel primo singolo del 1968 Jumpin' Jack Flash in cui il contributo di Brian è ormai fievole. Nello stesso anno esce Beggars Banquet che sottolinea la sempre maggior distanza tra Brian e gli altri Stones. Nella lavorazione dell'album seguente Brian non ha praticamente a che fare, lasciando così Richards da solo o unito a session man come Ry Cooder o Dave Mason.
Nel novembre del 1968, Jones acquistò Cotchford Farm nel Sussex orientale, un tempo la casa dell'autore di Winnie the Pooh, Alan Alexander Milne.

#### Allontanamento dai Rolling Stones
I duri giorni "on the road", i soldi e la fama, e la percezione di essere alienato dal resto del gruppo, sfociarono in uno smaniato abuso di droghe da parte di Jones, principalmente alcol, LSD, cocaina, e cannabis.
Queste abitudini ebbero effetti deleteri sulla sua salute fisica (soffriva già d'asma, infatti per questo portava sempre con sé un inalatore). In diverse occasioni Brian si trovò in ospedale, mentre il resto della band si trovava altrove, il che contribuiva ad acuire la sua paranoia e il progressivo allontanamento dai suoi compagni.
Jones fu arrestato per uso di droga per la prima volta il 10 maggio 1967. Le autorità trovarono marijuana, cocaina, e metanfetamine in possesso della rockstar. Brian confessò l'uso di marijuana, ma respinse l'accusa sulle droghe pesanti adducendo di non farne uso. Così come nell'arresto dei suoi compagni, alcuni contestatori si presentarono all'esterno del tribunale chiedendo la liberazione di Jones, e non fu tenuto in prigione per lungo tempo. Fu multato e liberato con la condizionale, e gli fu ordinato di vedere un consulente.
Nel giugno del 1967, Jones presenziò al Festival di Monterey. Si presentò con la cantante Nico, con la quale ebbe una breve relazione romantica. Qui incontrò Frank Zappa e Dennis Hopper, e andò sul palco per presentare The Jimi Hendrix Experience. Un critico della manifestazione nominò Brian "Il re non ufficiale del festival".
Jagger e Richards si mostravano sempre più ostili nei confronti di Jones, che si alienò il resto del gruppo. Sebbene venisse giudicato da molti una persona molto socievole ed espansiva, altri membri della band - compreso Bill Wyman - commentarono che Jones poteva essere spesso cruento ed estremamente difficile da avvicinare. Da moltissime testimonianze, l'umore di Brian cambiava frequentemente, un minuto era premuroso e generoso, e il minuto dopo era un uomo intrattabile.
Come membro del gruppo insieme a Jones, Bill Wyman scrisse nel suo libro Stone Alone,
(B. Wyman)
Le tensioni crescevano fra la coppia Jagger-Richards e Jones, e l'uso di droghe non aiutava certo a risolvere i problemi. Il suo contributo ai Rolling Stones divenne più sporadico, dovendo occuparsi di alcuni progetti esterni al gruppo. Keith Richards iniziò a suonare sempre più spesso la chitarra solista. Jones, annoiato dallo stesso strumento, cercò spesso qualcosa di esotico da suonare, sebbene fosse sempre più assente dalle sessioni di registrazione. Il graduale declino dell'apporto di Jones al gruppo iniziò intorno al 1967 e andò avanti fino a maggio del 1968, quando incise l'ultimo vero e proprio contributo alle canzoni dei Rolling Stones. Scene di Brian nel film promozionale del 1967 per We Love You lo mostrano ricurvo e appena in grado di tenere aperti gli occhi, un comportamento tipico di coloro che facevano uso del Mandrax Quaalude, una popolare droga a quel tempo. Ad ogni modo mantenne stretti legami con persone esterne agli Stones, inclusi Jim Morrison, Bob Dylan, John Lennon, Jimi Hendrix, George Harrison, e Steve Marriott.
(Brian Jones dopo aver lasciato gli Stones)
La vita diventò sempre più difficile per Brian. Nel marzo 1967, la sua fidanzata Anita Pallenberg scappò con Richards mentre Jones era in ospedale, danneggiando fortemente l'amicizia fra i due musicisti. La Pallenberg successivamente dichiarò che il chitarrista fu ricoverato dopo una zuffa con lei, nella quale Jones si ruppe il polso; sebbene secondo la versione di Richards, Brian semplicemente si ammalò.
Tempo dopo Richards fece la seguente dichiarazione sull'incidente:
(K. Richards)
L'ultimo contributo sostanziale dato agli Stones fu nella primavera ed estate del 1968, con il singolo diventato poi un classico della band Jumping Jack Flash e l'album Beggars Banquet. Un Brian Jones rilassato si può vedere nel film di Jean-Luc Godard One Plus One, mentre suona la chitarra folk, offrendo sigarette a Richards, sebbene sia un po' trascurato nel processo di creazione del pezzo. Il film tratta la creazione in studio del singolo Sympathy for the Devil. Mentre nel film Brian suona la chitarra folk per la traccia di accompagnamento, nella versione finale del brano questa traccia non è presente. Può essere solo sentita a tratti nel film grazie ai microfoni dello staff cinematografico.
Divenne chiaro che Jones non sarebbe rimasto ancora molto nella band. Invece di suonare una grandissima varietà di strumenti in praticamente ogni traccia come negli album precedenti, in questo periodo egli non è più una presenza di rilievo negli ultimi album, apparendo solamente in metà delle tracce. Suonò la chitarra slide in No Expectations, l'armonica in Dear Doctor e Prodigal Son, la tambura in Street Fighting Man, e il mellotron nel finale di Stray Cat Blues.
L'ultima apparizione ufficiale con gli Stones fu nel dicembre 1968 al The Rolling Stones Rock and Roll Circus, uno spettacolo metà-concerto metà-circo organizzato dalla band. Rimase non pubblicato per 25 anni poiché Mick Jagger era contrario a mettere a confronto la performance della band con altri gruppi presenti nel film (gruppi come Jethro Tull, The Who, e Taj Mahal). Nel film Jones sembra disinteressato e a tratti intossicato. Mentre introduce il pianista Julius Katchen, la sua parlata è biascicata e inarticolata. Durante l'esibizione degli Stones sembra distante dal gruppo e quello che suona si sente poco. Questo a parte una splendida interpretazione alla chitarra slide di No Expectations. Il materiale extra contenuto nel DVD ufficialmente pubblicato indica che quasi tutti al concerto sapevano che la fine del rapporto fra Jones e i Rolling Stones era vicina, e Pete Townshend degli Who disse che secondo lui sarebbe stata l'ultima performance live del musicista.

### Altri contributi

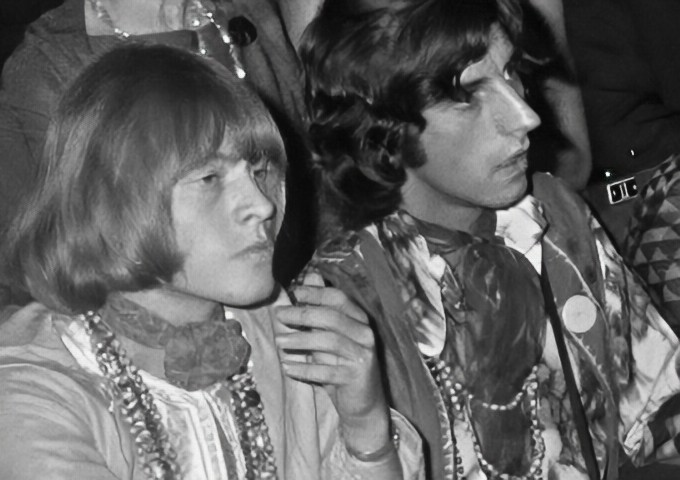
Brian Jones nel 1967

Nel 1966 Jones produsse, suonò e scrisse la colonna sonora per il film Mord und Totschlag (in inglese "A Degree of Murder"), un film d'avanguardia tedesco con Anita Pallenberg, sua futura fidanzata. Egli assunse molti musicisti per suonare la colonna sonora, fra i quali il chitarrista Jimmy Page. Brian e Anita si piacquero durante le riprese del film quando Jones posò in uniforme nazista mentre era in piedi su una bambola nuda per una foto, con Anita. Sebbene Jones non affermò mai di avere simpatie per i nazisti, molti si sentirono offesi da quegli scatti.
Jones suonò le percussioni in una versione non pubblicata della reinterpretazione di Bob Dylan, All Along the Watchtower, fatta da Jimi Hendrix, insieme a numerose jam session con Hendrix e Dave Mason dei Traffic nei primi mesi del 1968, oltre a suonare il sassofono contralto in una canzone dei Beatles, You Know My Name (Look Up the Number), e a partecipare alla sessione di registrazione di Yellow Submarine, nella quale ruppe due pezzi di vetro assieme.
Nell'estate del 1968, Jones registrò l'ensemble di musicisti marocchini, "Master Musicians of Jajouka". Nel 1971 venne infatti pubblicato postumo Brian Jones presents The Pipes of Pan at Joujouka, apprezzato album di World music. Mick Jagger e Keith Richards, andarono a Jajouka per la prima volta nel 1989, dopo aver registrato il brano Continental Drift per l'album degli Stones Steel Wheels con i Master Musicians of Jajouka featuring Bachir Attar a Tangeri. Bachir Attar, figlio del leader dei musicisti di Jajouka, registrati ai tempi da Jones, aveva simultaneamente scritto ai Rolling Stones nello stesso periodo, e Jagger, Richards, Ronnie Wood, e Matt Clifford (che stava lavorando all'album con loro), andarono a trovare lui e i musicisti di Jajouka. Questo incontro è documentato in un raro film trasmesso in tv dalla BBC chiamato Rolling Stones in Morocco, in seguito pubblicato in cassetta.

### Morte
Jones fu arrestato una seconda volta il 21 maggio 1968, questa volta per possesso di marijuana. Jones affermò che la droga in questione fosse stata lasciata a casa sua da alcuni ospiti che gli avevano fatto visita tempo prima, ma avrebbe scontato una lunga pena se trovato colpevole, fino alla libertà vigilata. Bill Wyman commentò: "Il fatto che la polizia avesse un mandato di arresto dimostrò senza ombra di dubbio che l'arresto faceva parte di un piano ben orchestrato. Brian e gli Stones erano presi di mira per dissuadere il pubblico dall'usare droghe". La giuria giudicò Jones colpevole, sebbene il giudice nutrisse simpatia per il giovane. Invece di multarlo e ammonirlo, il giudice disse: "per l'amor di Dio, non si metta più nei guai, o la faccenda diventerà seria".
I continui guai legali di Jones, l'estraneazione dal resto del gruppo, l'abuso di sostanze stupefacenti, contributi sporadici alla band, e la sua continua lunaticità alla fine diventarono troppo per i Rolling Stones. La band voleva intraprendere un tour negli Stati Uniti d'America nel 1969 per la prima volta in tre anni, ma il secondo arresto di Jones incrementò a dismisura i problemi con l'ufficio immigrazione di quel paese.
In aggiunta, la musica degli Stones era fortemente basata sul guitar weaving. L'inclinazione di Brian verso gli strumenti esotici risultava complementare al lavoro di Richards con la chitarra; comunque in questo periodo Brian andava raramente in studio, e quando ci andava il suo contributo alla band era pressoché nullo, tanto che i suoi compagni dovettero a volte spegnere la sua chitarra e far suonare entrambe le parti a Richards. Secondo Gary Herman, Jones era:
(G. Herman)
Questo comportamento iniziò a dare problemi durante le lavorazioni per Beggars Banquet, ma
trovò la sua massima espressione all'inizio delle registrazioni di Let It Bleed. Mentre la band stava registrando You Can't Always Get What You Want, Jones chiese a Jagger: "Cosa posso suonare?". La risposta di Jagger fu: "Non so Brian, cosa riesci a suonare?". Da questo punto in avanti Jones divenne fiacco, e raramente presente alle sessioni di incisione. Ry Cooder (pensato come un possibile sostituto), osservò che il chitarrista si ritirava in un angolo a piangere le rare volte che si presentava. Da maggio egli diede solamente due contributi al lavoro del gruppo: una parte con l'auto-arpa su You got the Silver e delle percussioni extra su Midnight Rambler. Jones fu avvisato da Jagger che sarebbe stato cacciato dalla band se non si fosse presentato a una sessione fotografica per la raccolta Through The Past, Darkly (Big Hits Vol. 2). Pur essendo molto debole, alla fine si presentò.
Gli Stones decisero che dopo l'uscita di Let it Bleed (in programma per luglio 1969) avrebbero fatto un tour nel Nord America a cominciare dal novembre 1969, il primo in tre anni. Comunque il manager degli Stones ricevette un avviso in cui gli veniva comunicato che a Jones non sarebbe stato concesso il permesso lavorativo dagli Stati Uniti d'America per via dei suoi guai giudiziari legati alla droga. Su suggerimento del pianista e road manager del tour Ian Stewart, gli Stones decisero che la cosa migliore da fare sarebbe stata trovare un nuovo chitarrista, e l'8 giugno 1969, Brian ricevette una visita da Mick Jagger, Keith Richards e Charlie Watts che gli comunicarono che il gruppo da lui fondato sarebbe andato avanti senza la sua presenza.
Al pubblico, questo evento apparve come se fosse stato Brian ad abbandonare il gruppo; gli altri gli dissero che sebbene gli fosse stato richiesto di andarsene, poteva decidere lui come la faccenda dovesse essere spiegata al pubblico. Jones rilasciò un'intervista il 9 giugno in cui annunciava il suo ritiro dal gruppo. Brian fu rimpiazzato dal chitarrista ventenne Mick Taylor (ex membro dei John Mayall & the Bluesbreakers), che iniziò subito le registrazioni con gli Stones.
A questo punto Jones rimase per la maggior parte a Cotchford Farm (anteriormente residenza dell'autore di "Winnie the Pooh", Alan Alexander Milne), con l'intenzione di formare una nuova band. È certo che Brian ebbe contatti con Ian Stewart, Mitch Mitchell, Alexis Korner e Jimmy Miller. Fu stuzzicato dall'idea di entrare nella "Korner's New Church Band", ma Korner stesso gli suggerì di crearne una propria.
Non è certo in che stato fosse la salute fisica e mentale di Jones in quel periodo. L'ultima fotografia fattagli, scattata nel giugno 1969 appena dopo la rottura con i Rolling Stones, non era rincuorante. Il chitarrista appariva gonfio con occhi scavati, sebbene le persone che gli fecero visita (in particolare Alexis Korner) furono sorpresi dal suo stato verso la fine di giugno. Korner notò che Jones era "felice come non lo aveva mai visto" e presumibilmente Jimmy Miller rimase sorpreso di trovarlo così emotivamente stimolato.
Intorno alla mezzanotte del 3 luglio 1969, Brian Jones venne trovato immobile sul fondo della sua piscina nella sua casa a Hartfield, Sussex, Inghilterra, dove era rimasto per pochi minuti. La sua fidanzata Anna Wohlin era ancora convinta che fosse vivo quando lo tolsero dall'acqua, insistendo sul fatto che ne sentiva ancora il polso. All’arrivo dei dottori sul posto oramai era troppo tardi per Brian e fu dichiarato deceduto. Il rapporto del coroner dichiarò "Morte per incidente", e notò che il suo fegato e il suo cuore erano pesantemente compromessi dall'abuso di alcool e droghe.

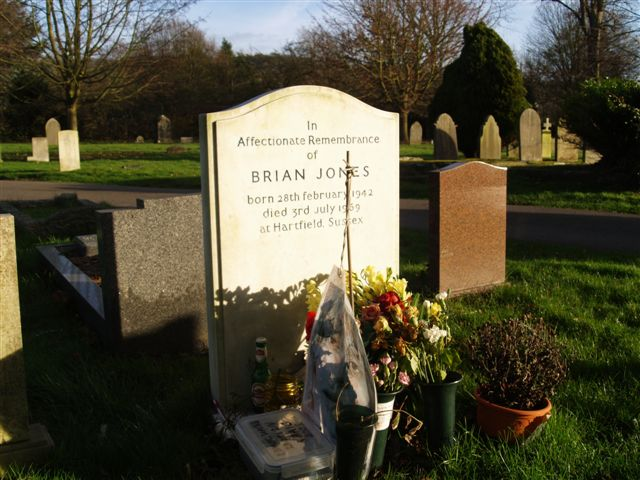
La tomba di Brian Jones.

Nel 2000 Anna Wohlin dichiarò che Brian fu assassinato da un costruttore che si trovava con loro in casa per rinnovarla. Il costruttore, Frank Thorogood, confessò all'autista dei Rolling Stones Tom Keylock la propria responsabilità sul letto di morte; infatti, secondo la ricostruzione definitiva dell'accaduto, mentre i due giocavano in piscina, Thorogood mise la testa sott'acqua a Jones, quest'ultimo, sofferente di asma e appesantito dalle droghe e dall'alcol che assunse quella sera, non resse all'apnea e svenne, scivolando privo di sensi sul fondo della piscina, morendo asfissiato pochi minuti dopo; Thorogood, preso dal panico, invece di tentare di salvare Jones uscì dalla piscina e rientrò nell'abitazione. Brian Jones morì a soli 27 anni.
Molti oggetti, come strumenti e arredamenti costosi, furono rubati dalla casa di Jones appena dopo la morte, molto probabilmente da Thorogood, Keylock, e da altri che lavoravano nella proprietà. Alcune voci dicono che furono rubate anche delle registrazioni fatte dallo stesso Jones per il suo futuro gruppo, ma niente è mai stato confermato. Molti strumenti rubati invece riuscirono allo scoperto sul mercato dei collezionisti.
Sulla sua morte, Pete Townshend scrisse una poesia intitolata "A Normal Day For Brian, A Man Who Died Every Day"  pubblicato sul Times; Jimi Hendrix gli dedicò una canzone durante uno spettacolo su una emittente televisiva statunitense, e Jim Morrison dei Doors scrisse una poesia intitolata Ode To L.A. While Thinking Of Brian Jones, Deceased (Ode a L.A. Mentre Penso a Brian Jones, Deceduto).
Quando gli fu chiesto da un giornalista la sua reazione alla morte di Brian Jones, George Harrison rispose:
(G. Harrison)
I Rolling Stones fecero un concerto gratuito a Hyde Park il 5 luglio 1969, due giorni dopo la sua morte. Il concerto era stato organizzato settimane prima come evento per presentare il nuovo chitarrista. Ad ogni modo i critici accusarono il gruppo di oltraggiare e di essere offensivi verso il fondatore del gruppo. In risposta a queste critiche, la band dedicò il concerto a Jones. Prima che il concerto iniziasse, Jagger lesse degli stralci tratti da Adonais, una poesia di Percy Bysshe Shelley sulla morte del suo amico John Keats. Il loro manager trovò un modo per far uscire migliaia di farfalle bianche al concerto, ma, a causa del gran caldo, la maggior parte delle farfalle morì all'interno dei contenitori; le farfalle sopravvissute volarono a fatica prima di morire e cadere sulle teste degli ascoltatori. Gli Stones aprirono con una canzone di Johnny Winter che era una delle preferite di Brian, I'm Yours and I'm Hers.
Jones fu seppellito sotto 4 metri di terra (per evitare esumazioni da parte di profanatori di tombe) in (secondo testimonianze) una lussuosa bara di argento e bronzo (ma visto che la cassa fu chiusa e calata a mano da due persone è pressoché impossibile che fosse fatta di bronzo) spedita a Cheltenham da Bob Dylan. Gli Stones chiesero ai fan di stare lontani, e del gruppo erano presenti solo Watts e Wyman. Mick Jagger e Marianne Faithfull non si presentarono dato che erano in viaggio per l'Australia per le riprese di un film, e ai due fu proibito dal produttore di tornare nel Regno Unito per il funerale. Keith Richards e Anita Pallenberg non si presentarono, preoccupati che la loro presenza avrebbe creato tensioni e infastidito i fan. Sulla lapide furono incise le parole di una frase che pronunciava di tanto in tanto: "Non giudicatemi troppo severamente".

## Strumentazione e stile musicale

### Brian Jones, il polistrumentista
La fantasia, il gusto e la straordinaria abilità nell'apprendere i rudimenti degli strumenti musicali furono, musicalmente, le principali caratteristiche di Brian Jones. Egli suonava abitualmente 15 strumenti diversi, talvolta davvero assai distanti tra loro per peculiarità.
Si diceva che dove gli altri "terrestri" per imparare almeno "ad usare" un nuovo strumento impiegavano mesi o anni, il biondo di Cheltenham impiegava ore o giorni. Gli strumenti che suonava più spesso erano quelli a corde, tuttavia come si vedrà qua sotto, egli era davvero un polistrumentista, con grande abilità anche negli strumenti a fiato e nel pianoforte.
Interessantissima era anche la sua ricerca costante di nuove sonorità usando strumenti poco noti, anche antichi o etnici.
Inoltre, poco prima di morire, si stava avvicinando alla grande novità di quei tempi, cioè l'elettronica, che era ancora ad uno stadio “primitivo”. Questo lungo elenco che, si noti bene, è assai lacunoso, rende meglio di ogni aggettivo l'idea del musicista a tutto tondo.
Bisogna considerare che non fece in tempo ad approfondire l'uso di alcuni di questi strumenti proprio per il fatto che morì a soli 27 anni.
Strumenti a corda:
Brian veniva considerato il chitarrista del genere Slide più innovativo del mondo bianco. Questo elenco è dapprima, una lista dei brani dove Brian ha suonato strumenti a corda, dopo di che questa lista è suddivisa per strumento.
Brani con strumenti a corda complessivamente eseguiti da Brian Jones fra il 1963 e il 1969:
Doncha Bother Me, It's Not Easy, Mother's Little Helper, Paint It Black, Sad Day, Stupid Girl, What To Do, 19th Nervous Breakdown, No Expectations(2), Please Go Home, I've Been Loving You Too Long, Tell Me You're Coming Back To Me, Can I Get A Witness, Carol, Honest I Do, I'm A King Bee, I Need You Baby, I Wanna Be Your Man, Little By Little, Little Red Rooster, Poison Ivy, Route 66, Bye Bye Johnny, Walking The Dog, You Better Move On, You Can Make It If You Try, Suzie Q, Around And Around, Confessing The Blues, Congratulations, Down Home Girl, Down The Road Apiece, Empty Heart, Everybody Needs Somebody To Love, Grown Up Wrong, Heart Of Stone, I Can't Be Satisfied, If You Need Me, It's All Over Now, Off The Hook, Time Is On My Side, Under The Boardwalk, What A Shame, You Can't Catch Me, Blue Turns To Grey, Cry To Me, Get Off Of My Cloud, Good Times, Gotta Get Away, Hitch Hike, (I Can't Get No) Satisfaction, I'm Alright, I'm Free, I'm Moving On, Mercy Mercy, She Said Yeah, The Last Time, The Singer Not The Song, The Spider And The Fly, The Under Assistant West Coast Promotion Man, Jig-saw Puzzle, All Sold Out, Think
 Di cui, chitarra elettrica, ritmica o solista
It's Not Easy, 19th Nervous Breakdown, Please Go Home, Can I get A Witness, Carol, Honest I Do, I Need You Baby, Little By Little, Poison Ivy, Route 66, Bye Bye Johnny, Walking The Dog, Suzie Q, Around And Around, Confessing The Blues, Down Home Girl, Down The Road Apiece, Empty Heart, Everybody Needs Somebody To Love, Grown Up Wrong, Heart Of Stone, If You Need Me, It's All Over Now, Off The Hook, Time Is On My Side, Under The Boardwalk, You Can't Catch Me, Blue Turns To Grey, Cry To Me, Get Off Of My Cloud, Good Times, Gotta Get Away, Hitch Hike, I'm Alright, I'm Free, Mercy Mercy, She Said Yeah, The Last Time, The Singer Not The Song, The Spider And The Fly, The Under Assistant West Coast Promotion Man, (I've Been Loving You) Too Long, Jigsaw Puzzle, All Sold Out, Think
 Chitarra folk
Tell Me You're Coming Back To Me, You Better Move On, You Can Make It If You Try, Congratulations, (I Can't Get No) Satisfaction, Sad Day, Doncha Bother Me, Paint It Black, Stupid Girl, Think, What To Do, I've Been Loving You Too Long
Chitarra Slide
Doncha Bother Me (2), Mother's Little Helper, No Expectations, I'm A King Bee, I Wanna Be Your Man, Little Red Rooster, I Can't Be Satisfied, What A Shame (2), I'm Moving On.
Mando-vox
Mother's Little Helper, Cool Calm & Collected, Gomper
Sitar
Paint It Black, Street Fighting Man, alcuni brani assieme a Jimi Hendrix
Dulcimer
Lady Jane, Gomper, I Am Waiting, Ride On Baby
Autoharp
Ruby Tuesday, You Got The Silver
 Armonica a bocca
Brian era anche noto per il suo talento nell'uso dell'armonica.
Tra l'altro, fu uno dei primi musicisti bianchi ad usare due armoniche di diverse tonalità nello stesso brano, un trucco inventato dai maestri della musica nera.
In Beggar's Banquet, del 1968, si ha l'ultima volta in cui egli tira fuori l'armonica dalla custodia.
Come On, Not Fade Away, I Just Wanna Make Love To You, I Want To Be Loved, Money, Now I Got A Witness, Stoned, Good Times Bad Times, 2120 South Michigan Avenue, Look What You've Done, One More Try, High And Dry, Fortune Teller, Who's Been Sleeping Here, Cool Calm & Collected, Parachute Woman, Prodigal Son
Legni e ottoni:
Brian era anche un talentuoso del sax, che però non si addiceva molto alla musica di quel periodo e che perciò non è molto presente; egli lo usava solitamente per suonare Jazz, che fu il suo primo e grande amore, mai dimenticato.
Molto abile anche al flauto, basti pensare a Ruby Tuesday
Flauto
Sing This all Together (See What Happens), Gomper, Ruby Tuesday
Sassofono
Out of Time, Citadel
Oboe
Dandelion
Percussioni:
Tamburo
Sing This All Together, Sing This All Together (See What Happens), She's A Rainbow
Tamburello
Fortune Teller, I Just Wanna Make Love To You, Empty Heart, Surprise Surprise
Battere di mani
Not Fade Away
Conga
All Sold Out
Hi-Hat
Midnight Rambler
Tastiere:
Pianoforte
Who's Driving Your Plane, Let's Spend The Night Together, Complicated, Something Happened To Me Yesterday
Organo
Talking About You, That's How Strong My Love Is, Long Long While, Let's Spend The Night Together, Complicated, 2000 Man, The Lantern, Gomper
Clavicembalo
Lady Jane, Flight 505, Take It Or Leave It, Miss Amanda Jones, Sitting On A Fence, Ride On Baby
Mellotron
We Love You, Sing This All Together, Citadel, In Another Land, Sing This All Together (See What Happens), She's A Rainbow, 2000 Light Years From Home, On With The Show, Child Of The Moon, No Expectations, Jig-Saw Puzzle, Stray Cat Blues, Factory Girl
Strumenti insoliti:
Marimba
Good Times, Out Of Time, Under My Thumb, Ride On Baby
Kazoo
Cool Calm & Collected
Whistling
Walking The Dog
Theremin
Please Go Home
Campane (Bells)
Take It Or Leave It

## Immagine e leggende
Icona della moda, che il suo senso di ribellione e di eccentricità evidenziava con mille colori, antesignano della moda hippy, membro più fotogenico dei primi Rolling Stones, il suo stile nel vestire influenzò profondamente lo stile della Londra e del resto del mondo negli anni sessanta.
Jones era alto 168 cm con occhi blu-verdi e capelli biondi a caschetto, ed è stato un pioniere nel forgiare l'immagine di rockstar. Era noto per girare le strade di Londra a bordo di una mastodontica Rolls-Royce "Silver Cloud" con l'autista ed assieme ogni volta ad almeno due ragazze sempre diverse, salutando la gente e facendo scherzi.
Concesse molte interviste durante la sua carriera, e con la sua voce suadente e gentile venne riconosciuto dai giornalisti come il membro più eloquente del gruppo. Il suo intelletto, combinato al suo disprezzo per il conformismo e le costrizioni delle leggi, ne fecero il simbolo della ribellione giovanile al pari dei Beatles.

## Discografia

### Discografia con i Rolling Stones
Album in studio
- 1964 - The Rolling Stones (UK, aprile)
- 1964 - England's Newest Hit Makers (US, maggio)
- 1964 - 12 x 5 (US, 24 ottobre)
- 1965 - The Rolling Stones No.2 (UK, 15 gennaio)
- 1965 - The Rolling Stones, Now! (US, 13 febbraio)
- 1965 - Out of Our Heads (UK-US)
- 1965 - December's Children (And Everybody's) (US)
- 1966 - Aftermath (UK-US)
- 1967 - Between the Buttons (UK-US)
- 1967 - Flowers (US)
- 1967 - Their Satanic Majesties Request
- 1968 - Beggars Banquet
- 1969 - Let It Bleed

EP
- 1964 - The Rolling Stones
- 1965 - Five by Five
- 1965 - Got Live If You Want It! (Live EP)

Raccolte
- 1966 - Big Hits (High Tide and Green Grass)
- 1969 - Through the Past, Darkly (Big Hits Vol.2)
- 1972 - Hot Rocks 1964-1971
- 1972 - More Hot Rocks (Big Hits & Fazed Cookies)
- 1989 - Singles Collection: The London Years

Compilation di singoli 1963–1971
- 2002 - Forty Licks

Compilation 1964–2002
- 2012 - GRRR!

Compilation 1964–2012
Live
- 1966 - Got Live If You Want It!
- 1996 - The Rolling Stones Rock and Roll Circus (Live del 1968)

### Partecipazioni e collaborazioni
The Beatles
- 1966 - Yellow Submarine

Brano pubblicato nell'album Revolver; Brian Jones canta nei cori e contribuisce agli effetti sonori.
- 1967 - Baby You're a Rich Man

Lato-B del singolo All You Need Is Love/Baby You're a Rich Man, in seguito pubblicato nell'album Magical Mystery Tour; Jones vi suona l'oboe.
- 1970 - You Know My Name (Look Up the Number)

Canzone registrata principalmente nel 1967, lato-B del singolo Let It Be/You Know My Name (Look Up the Number); Jones vi suona il sassofono.
Jimi Hendrix
- 1968 - My Little One (canzone)
- 1968 - All Along the Watchtower

Brano pubblicato nell'album Electric Ladyland; Jones vi suona le percussioni.

### Discografia solista
Colonne sonore
- 1967 - Vivi ma non uccidere

Live
- 1971 - Brian Jones Presents the Pipes of Pan at Joujouka

### Lista dei brani dei Rolling Stones nei quali ha suonato
- 1963 - Come On, Stoned, I Wanna Be Your Man, I Want To Be Loved
- 1964 - Not Fade Away, Route 66, I Just Wanna Make Love To You, Honest I Do, I Need You Baby, Now I Got A Witness, I'm A King Bee, Carol, Tell Me, Can I get a Witness, You Can Make It If You Try, Walking the Dog, Around and Around, Confessin' the Blues, Empty Heart, Time Is On My Side, Good Times Bad Times, It's All Over Now, 2120 South Michigan Avenue, Under The Boardwalk, Suzie Q, Congratulations, Grown Up Wrong, Little Red Rooster, If You Need Me, Little By Little, Money, Poison Ivy, Bye Bye Johnny, You Better Move On, Everybody Needs Somebody to Love, Down Home Girl, You Can't Catch Me, What AaShame, Down the Road Apiece, I Can't Be Satisfied, Pain In My Heart, Off The Hook
- 1965 - Heart of Stone, Surprise Surprise, Blue Turns to Grey, Gotta Get Away, I'm Free, I'm Moving On, Look What You've Done, She Said Yeah, Talking About You, Mercy Mercy, Hitch Hike, The Last Time, That's How Strong My Love Is, Good Times, I'm Alright, (I Can't Get No) Satisfaction, Cry to Me, The Under Assistant West Coast Promotion Man, The Spider And The Fly, One More Try, Get Off of My Cloud, The Singer Not the Song
- 1966 - 19th Nervous Breakdown, Sad Day, Mother'ss Little Helper, Stupid Girl, Lady Jane, Under My Thumb, Doncha Bother Me, Flight 505, High and Dry, Out of Time, It's Not Easy, I'm Waiting, Take It Or Leave It, Think, What to Do, Paint It Black, Long Long While, Who's Driving Your Plane, I've Been Loving You Too Long, Fortune Teller
- 1967 - Let's Spend The Night Together, Ruby Tuesday, Yesterday's Papers, Who's Been Sleeping Here, Cool Calm & Collected, All Sold Out, Backstreet Girl, Complicated, Miss Amanda Jones, Something Happened to Me Yesterday, Dandelion, Please Go Home, Ride On Baby, Sittin' On A Fence, Sing This All Together, Citadel, 2000 Man, Sing This All Together (See What Happens), She's a Rainbow, The Lantern, Gomper, 2000 Light Years From Home, On With the Show
- 1968 - Child of the Moon, Sympathy For The Devill, No Expectations, Parachute Woman, Street Fighting Man, Prodigal Son, Stray Cat Blues, Salt of the Earth
- 1969 - Let It Bleed, Midnight Rambler, You Got the Silver, You Can't Always Get What You Want